# Limnophila albomanicata
Limnophila albomanicata är en tvåvingeart som först beskrevs av Alexander 1945.  Limnophila albomanicata ingår i släktet Limnophila och familjen småharkrankar. Inga underarter finns listade i Catalogue of Life.